# Tall Man
Tall Man es un álbum recopilatorio del cantante de country Johnny Cash lanzado en 1979 bajo el sello discográfico Bear Family. Como sus dos CD predecesores (The Unissued Johnny Cash y Johnny & June), este CD también consiste en canciones no lanzadas anteriormente como las canciones Besser So, Jenny-Jo y Kleine Rosemarie, que fueron grabadas para el público alemán. La canción Tall Men es parte de la banda sonora de la película Cindy. Las canciones Pick a Bale of Cotton y Hammers and Nails ya habían sido lanzadas como singles publicitarios y la canción Rodeo Hand quedó afuera del CD Sings the Ballads of the True West. Engine 143 es una canción de A.P. Carter que fue regrabada en el 2003 para el CD tributo al grupo Carter Family.

## Canciones
1. Tall Men (Grabada el 27 de febrero de 1961) 
(Ken Darby)
2. Foolish Questions (Grabada el 12 de enero de 1962)
(Cash)
3. Pick a Bale of Cotton (Grabada el 8 de junio de 1962)
(Leadbelly y Alan Lomax)
4. I Tremble for You (Grabada el 3 de octubre de 1967)
(Cash y Lew DeWitt)
5. Besser So, Jenny-Jo (Grabada el 20 de junio de 1965)
(Burgner y Kurt Hertha)
6. My Old Faded Rose (Grabada el 20 de junio de 1965)
(June Carter y Cash)
7. Kleine Rosemarie (Grabada el 29 de junio de 1964)
(Goetz y Günter Loose)
8. Rodeo Hand (Grabada el 13 de marzo de 1965)
(Peter La Farge)
9. The Sound of Laughter (Grabada el 29 de enero de 1966)
(Harlan Howard)
10. Hammers and Nails (Grabada el 3 de abril de 1964)
(Lucille Groah)
(Junto a the Statler Brothers)
11. Engine 143 (Grabada el 20 de diciembre de 1964)
(A.P. Carter)
12. On the Line (Grabada el 12 de enero de 1967)